# Alisma wahlenbergii
Alisma wahlenbergii là một loài thực vật có hoa trong họ Alismataceae. Loài này được (Holmb.) Juz. mô tả khoa học đầu tiên năm 1933.